# Бехруз Ярі
Бехруз Ярі (перс. بهروز یاری; нар. 21 січня 1967) — іранський борець вільного стилю, бронзовий призер чемпіонату світу, триразовий чемпіон Азії, дворазовий чемпіон Азійських ігор, бронзовий призер Кубку світу.

## Життєпис
Боротьбою почав займатися з 1977 року. У 1985 році став чемпіоном Азії серед юніорів.
Виступав за борцівський клуб «Гома» Тегеран. Тренер — Реза Сухті-Сарае.

## Спортивні результати на міжнародних змаганнях

### Виступи на Чемпіонатах світу
| Змагання                        | Збірна | Вагова категорія          | Місце  |
| ------------------------------- | ------ | ------------------------- | ------ |
| Чемпіонат світу з боротьби 1994 | Іран   | вільна боротьба, до 74 кг | Бронза |
| Чемпіонат світу з боротьби 1995 | Іран   | вільна боротьба, до 74 кг | 8      |

### Виступи на Чемпіонатах Азії
| Змагання                       | Збірна | Вагова категорія          | Місце  |
| ------------------------------ | ------ | ------------------------- | ------ |
| Чемпіонат Азії з боротьби 1987 | Іран   | вільна боротьба, до 68 кг | 4      |
| Чемпіонат Азії з боротьби 1988 | Іран   | вільна боротьба, до 74 кг | Золото |
| Чемпіонат Азії з боротьби 1989 | Іран   | вільна боротьба, до 74 кг | Золото |
| Чемпіонат Азії з боротьби 1993 | Іран   | вільна боротьба, до 74 кг | Золото |

### Виступи на Азійських іграх
| Змагання           | Збірна | Вагова категорія          | Місце  |
| ------------------ | ------ | ------------------------- | ------ |
| Азійські ігри 1990 | Іран   | вільна боротьба, до 74 кг | Золото |
| Азійські ігри 1994 | Іран   | вільна боротьба, до 74 кг | Золото |

### Виступи на Кубках світу
| Змагання                    | Збірна | Вагова категорія          | Місце  |
| --------------------------- | ------ | ------------------------- | ------ |
| Кубок світу з боротьби 1992 | Іран   | вільна боротьба, до 74 кг | Бронза |
| Кубок світу з боротьби 1994 | Іран   | вільна боротьба, до 74 кг | 4      |

### Виступи на змаганнях молодших вікових груп
| Змагання                                     | Збірна | Вагова категорія          | Місце  |
| -------------------------------------------- | ------ | ------------------------- | ------ |
| Чемпіонат Азії з боротьби серед юніорів 1985 | Іран   | вільна боротьба, до 70 кг | Золото |